# Ягодное (Пильнинский район)
Я́годное — деревня в Пильнинском районе Нижегородской области России. Входит в состав Бортсурманского сельсовета.

## География
Деревня находится на юго-востоке Нижегородской области, в пределах восточной части Приволжской возвышенности, в зоне хвойно-широколиственных лесов, к западу от реки Сура, на расстоянии приблизительно 14 км (по прямой) к северо-северо-западу (NNW) от Пильны, административного центра района. Абсолютная высота — 126 м над уровнем моря.
Климат
Климат характеризуется как умеренно континентальный, умеренно влажный, с относительно тёплым летом и холодной малоснежной зимой. Среднегодовая температура — 3,4 °C. Средняя температура воздуха самого тёплого месяца (июля) — 18,8 °C (абсолютный максимум — 36 °C); самого холодного (января) — −12,4 °C (абсолютный минимум — −44 °C). Среднегодовое количество атмосферных осадков составляет 500—550 мм.
Часовой пояс
Деревня Ягодное, как и вся Нижегородская область, находится в часовой зоне МСК (московское время). Смещение применяемого времени относительно UTC составляет +3:00.

## Население
| 2002 | 2010 |
| ---- | ---- |
| 281  | ↘232 |

Национальный состав
Согласно результатам переписи 2002 года, в национальной структуре населения русские составляли 96 %.